# Kannávia
Kannávia är en ort i Cypern.   Den ligger i distriktet Eparchía Lefkosías, i den centrala delen av landet, 40 km sydväst om huvudstaden Nicosia. Kannávia ligger 780 meter över havet och antalet invånare är 194. Den ligger på ön Cypern.
Terrängen runt Kannávia är lite bergig, och sluttar norrut. Trakten runt Kannávia är glesbefolkad, med 19 invånare per kvadratkilometer. Närmaste större samhälle är Léfka, 18,4 km nordväst om Kannávia. 